# David Berkowitz
David Berkowitz născut Richard David Falco (n. 1 iunie 1953, New York City, New York, SUA), cunoscut și sub numele de Fiul lui Sam și Asasinul cu calibru .44, este un criminal în serie american.

## Biografie
Născut în Brooklyn, New York, David Berkowitz a venit pe lume în urma unei relații extraconjugale a mamei sale, Betty Broder, cu Joseph Kleinman, care a insistat ca aceasta să renunțe la copil. La scurt timp după naștere, a fost adoptat de Nathan și Pearl Berkowitz, un cuplu care nu putea avea copii.
A crescut într-un mediu cald și înțelegător. La școală, era un elev sociabil, cu rezultate academice decente și participa activ la activități sportive, precum baschetul. Cu toate acestea, întâmpina dificultăți în a stabili relații apropiate cu persoane de sex opus. În copilărie, a dezvoltat o piromanție, provocând peste 200 de incendii în gropi de gunoi și clădiri abandonate din New York. În timpul acestor acte, Berkowitz recurgea la masturbare și păstra un jurnal detaliat al incendiilor.
Când David avea 14 ani, mama sa adoptivă, Pearl Berkowitz, a murit de cancer. Acest eveniment a fost o tragedie profundă pentru el. În 1969, s-a mutat împreună cu tatăl său adoptiv în Bronx, unde Nathan Berkowitz s-a recăsătorit. David nu a fost mulțumit de această schimbare.
În iunie 1971, s-a înrolat în armată. Deși era în perioada Războiului din Vietnam, nu a fost trimis pe front, fiind detașat în Coreea. În timpul șederii sale acolo, și-a pierdut virginitatea, a contractat gonoree, a experimentat cu droguri și s-a convertit de la iudaism la creștinism, devenind un promotor fervent al noii sale credințe.
După ce a servit trei ani în armată, Berkowitz s-a întors în 1974 la tatăl său adoptiv, care l-a condamnat pentru renunțarea la iudaism. Curând, David a început să trăiască independent. În căutarea rădăcinilor sale biologice, a apelat la un birou oficial pentru informații și și-a găsit mama biologică, Betty Broder, care locuia în Long Island. Prima întâlnire dintre cei doi a fost extrem de emoționantă, iar Berkowitz a început să o viziteze frecvent pe Betty și pe sora sa, Roslyn, împreună cu familia acesteia. În februarie 1974, David s-a mutat în New Rochelle, dar după două luni a decis să se stabilească în Yonkers, pe Pine Street și a lucrat pentru serviciul poștal din New York.

## Crime
Pe 29 iulie 1976, David Berkowitz a comis primul său atac fatal, trăgând mai multe focuri de armă cu un revolver Charter Arms Bulldog .44 Special asupra a două fete, Donna Lauria, de 18 ani, și Jody Valente, de 19 ani, care se aflau într-o mașină. Donna a fost ucisă pe loc, iar Jody a supraviețuit.
Pe 23 octombrie, în parcul Flushing-Meadows din Queens, New York, Berkowitz a tras asupra lui Rosemary Keenan, în vârstă de 18 ani, și iubitului ei, Carl Denaro, de 20 de ani. Doar unul dintre cele cinci gloanțe a lovit, rănind ușor pe tânăr. Rosemary nu a fost rănită.
Pe 27 noiembrie 1976, Berkowitz a atacat-o pe Donna DeMasi, de 16 ani, și pe Joanne Lomino, de 18 ani. Joanne a fost împușcată în coloană vertebrală, rămânând paralizată, iar Donna a fost rănită la gât. Ambele victime au supraviețuit.
Pe 30 ianuarie 1977, Berkowitz a deschis focul asupra lui John Diel, de 30 de ani, și Christine Freund, de 26 de ani, care se aflau într-o mașină. John a supraviețuit, însă Christine a fost rănită mortal la cap și a murit ulterior la spital.
Următoarea victimă a fost Virginia Voskerichian, în vârstă de 19 ani. Pe 8 martie, a fost împușcată în cap și murind pe loc.
Pe 16 aprilie, în Bronx, Berkowitz a comis o dublă crimă, împușcându-i pe Valentina Suriani, în vârstă de 18 ani, și Alexander Esau, de 20 de ani, care se aflau într-o mașină. Valentina a murit instantaneu, iar Alexander a decedat două ore mai târziu.
Următorul atac a avut loc pe 25 iunie. Salvatore Lupo, în vârstă de 20 de ani, și Judy Placido, de 17 ani, au fost răniți în timpul unui atac asupra mașinii lor, dar amândoi au supraviețuit.
Pe 31 iulie 1977, în Brooklyn, Berkowitz a comis ultimul său atac. Bobby Violante, de 20 de ani, și Stacy Moskowitz, de 20 de ani, au fost împușcați. Bobby a suferit răni grave, iar Stacy a murit două zile mai târziu.

## Arestare
Pe 10 august 1977, David Berkowitz a fost arestat, la scurt timp după ce a comis ultima sa crimă, cea de-a șasea. În urma atacurilor sale, șapte persoane au fost rănite grav.
În timpul interogatoriilor, Berkowitz a mărturisit toate crimele. Cu toate acestea, a susținut că fusese influențat să comită aceste fapte de către câinele vecinului său, Sam Carr. Berkowitz a declarat că diavolul locuia în corpul câinelui și îi transmitea ordine să ucidă.

## Sentință și închisoare
Trei evaluări psihiatrice independente au stabilit că David Berkowitz era apt să fie judecat. Cu toate acestea, avocații săi i-au recomandat să pledeze nevinovat pe motiv de nebunie, dar Berkowitz a refuzat această strategie. La 12 iunie 1978, David Berkowitz a fost condamnat la șase pedepse consecutive de 25 de ani până la închisoare pe viață pentru fiecare crimă. El a fost transferat la Închisoarea Attica, o instituție de maximă securitate din nordul statului New York, pentru a-și ispăși pedeapsa. În ciuda obiecțiilor procurorilor, termenii pledoariei de vinovăție a lui Berkowitz îl făceau eligibil pentru eliberare condiționată după 25 de ani.
După arestare, Berkowitz a fost plasat inițial într-o secție psihiatrică a Spitalului Kings County, unde personalul medical a observat o tulburare profundă cauzată de noua sa situație. Imediat după pronunțarea sentinței, a fost transferat la închisoarea Sing Sing, apoi la Închisoarea Clinton din nordul statului New York, pentru a fi supus unor evaluări psihiatrice și fizice. Ulterior, a petrecut două luni la Centrul Psihiatric Central New York din Marcy, înainte de a fi mutat la Închisoarea Attica. Berkowitz a petrecut aproximativ un deceniu la Attica, până când a fost mutat (c. 1990) la Închisoarea Sullivan din Fallsburg, unde a rămas mulți ani. Mai târziu, a fost transferat la Închisoarea Shawangunk din Comitatul Ulster. 
În 1979, Berkowitz a fost victima unei tentative de asasinat în timpul detenției. Un alt deținut i-a tăiat partea stângă a gâtului, provocând o rană severă care a necesitat peste cincizeci de puncte de sutură. Berkowitz a refuzat să dezvăluie identitatea atacatorului, afirmând că este recunoscător pentru incident, pe care l-a considerat o formă de justiție divină sau „pedeapsa pe care o merit”.

## Audieri pentru eliberare condiționată
Conform legislației statului New York, David Berkowitz are dreptul la o audiere pentru eliberare condiționată la fiecare doi ani, deși a refuzat în mod constant să solicite eliberarea, alegând uneori să nu participe la aceste audieri. Înainte de prima sa audiere pentru eliberare condiționată în 2002, Berkowitz a trimis o scrisoare Guvernatorul New York-ului George Pataki solicitând anularea acesteia. În scrisoare, Berkowitz afirma: „Cu toată sinceritatea, cred că merit să rămân în închisoare pentru tot restul vieții. Cu ajutorul lui Dumnezeu, am acceptat de mult situația mea și pedeapsa mea.” Oficialii penitenciarului Sullivan au respins cererea sa.
La audierea din 2016, care a avut loc la Închisoarea Shawangunk din New York, Berkowitz a recunoscut că eliberarea condiționată este „nerealistă,” dar a subliniat că a făcut progrese semnificative în timpul detenției. El a declarat: „Simt că nu reprezint niciun risc, absolut deloc.” Avocatul său, Mark Heller, a menționat că personalul închisorii îl consideră pe Berkowitz un „deținut model.” Cu toate acestea, comisia a respins cererea de eliberare.
A 12-a sa audiere pentru eliberare condiționată a fost respinsă în mai 2024. Înainte de această audiere, a recunoscut pentru The Post că știa că nu are nicio șansă să primească eliberarea condiționată, dar a participat totuși la audiere. Următoarea sa audiere pentru eliberare condiționată este programată pentru mai 2026.

## În cultura populară

#### Literatură
Breslin, în colaborare cu scriitorul Dick Schaap, a publicat în 1978 romanul .44, bazat pe crimele comise de David Berkowitz, la mai puțin de un an de la arestarea acestuia. Povestea, foarte ficționalizată, relatează exploatările unui personaj inspirat de Berkowitz, numit „Bernard Rosenfeld”. În afara Americii de Nord, cartea a fost redenumită Fiul lui Sam.
Romanul pentru tineri din 2016 Burn Baby Burn de Meg Medina este ambientat în New York City în 1977 și descrie modul în care frica de a fi una dintre victimele Fiului lui Sam a influențat viața de zi cu zi a locuitorilor orașului. Berkowitz este, de asemenea menționat și de Lee Child în seria sa de cărți Jack Reacher, în nuvela scurtă „Căldură extremă” (2013).

#### Televiziune și film
Drama lui Spike Lee Summer of Sam a fost lansată în 1999, cu actorul Michael Badalucco în rolul lui Berkowitz. Filmul descrie tensiunile care apar într-un cartier din Bronx în timpul seriei de împușcături, rolul lui Berkowitz fiind în mare parte simbolic. 
Alte portretizări ale lui Berkowitz în film includ Fiul lui Sam (2008; direct-to-video) de Ulli Lommel și filmul TV CBS Out of the Darkness (1985). Personajul Fiului lui Sam a jucat un rol minor semnificativ în miniserialul The Bronx Is Burning (2007). Oliver Cooper l-a interpretat pe Berkowitz în serialul TV Mindhunter (2019). În 2021, Netflix a lansat seria documentară The Sons of Sam: A Descent Into Darkness, care explorează teza cultului satanic și investigațiile lui Maury Terry în legătură cu cazul Berkowitz.
În serialul Seinfeld, există mai multe referințe la David Berkowitz și cazul său. În episodul „Clubul diplomaților”, Kramer folosește sacul poștal al lui Berkowitz, deținut de Newman, ca garanție pentru un pariu pe timpii de sosire ai avioanelor. În alt episod, „Broasca”, Kramer sugerează numele „Fiul lui Tată” ca poreclă pentru un criminal în serie numit The Lopper, o aluzie la porecla lui Berkowitz, „Fiul lui Sam”. În „Corespondența nedorită”, prietenul lui Jerry, Frankie, îl găsește pe George în dubița lui Jerry și spune prin geamul închis al șoferului: „Dubă lui Seinfeld!” George confundă asta cu „Fiul lui Sam!” și exclamă: „Știam că nu era Berkowitz!” În episodul „Logodna”, Newman spune, când poliția sosește să-l aresteze: „Ce v-a luat atât de mult?”, referindu-se la o replică celebră asociată cu Berkowitz.
În episodul Only Murders in the Building „Spune-mi”, mai multe personaje joacă un joc de cărți numit „Fiul lui Sam”. Acest joc este similar cu jocul de petrecere Mafia, unde un jucător este desemnat ca fiind criminalul, în acest caz Fiul lui Sam, care elimină alți jucători pe parcursul mai multor runde. La fiecare rundă, ceilalți jucători au ocazia să încerce să ghicească cine este Fiul lui Sam.

#### Muzică
Fiul lui Sam a fost asociat în mod eronat cu piesa contemporană „Psycho Killer” (1977) de Talking Heads. De asemenea, Elliott Smith a declarat că piesa sa „Son of Sam” nu este literalmente despre Berkowitz, o afirmație pe care unii au considerat-o greu de crezut din cauza versurilor cântecului. Compoziții mai direct inspirate de evenimente includ:
- „Son of Sam” (1978) de The Dead Boys[39]
- „Son of Sam” de Chain Gang[44]
- „Looking Down the Barrel of a Gun” (1989) de Beastie Boys[39]